# Ray Chatham
Raymond Harold „Ray“ Chatham (* 20. Juli 1924 in Wolverhampton; † 1. Juni 1999 in Purley) war ein englischer Fußballspieler. Der Mittelläufer war Teil der Meistermannschaft der Wolverhampton Wanderers in der Saison 1953/54, kam dort jedoch dort nicht regelmäßig zum Zug und zog daraufhin zu Notts County weiter.

## Sportlicher Werdegang
Chatham begann seine Laufbahn im Wolverhamptoner Stadtteil Oxley, bevor er sich 1945 seinem Heimatklub Wolverhampton Wanderers anschloss. Dort kam er vor allem zu Beginn der 1950er-Jahre zu insgesamt 86 Pflichtspieleinsätzen, darunter 76 in der höchsten englischen Spielklasse. Dennoch war er im Team von Trainer Stan Cullis nur selten erste Wahl und als die „Wolves“ in der Spielzeit 1953/54 die englische Meisterschaft gewannen, trug er dazu nur in einer Partie gegen den FC Blackpool (0:0) am 19. September 1953 bei. Noch vor dem Titelgewinn zog er im Januar 1954 zum Zweitligisten Notts County weiter.
Bei den „Magpies“ war Chatham in gut fünf Jahren Stammspieler und insgesamt absolvierte er 127 Ligapartien. Nach dem Abstieg in die Drittklassigkeit zog er im Juli 1958 zwischenzeitlich weiter zum FC Margate, aber nach der Demission von Trainer Tommy Lawton bei Notts County, kehrte nach nur einem Monat an die alte Wirkungsstätte zurück. Ein Jahr später heuerte Chatham dann doch beim FC Margate an. Dort blieb er ein Jahr und absolvierte 44 Pflichtspiele.
Nach dem Ende seiner aktiven Karriere arbeitete Chatham als Trainer in Crawley und abseits des Fußballs als Handelsreisender. Er verstarb Anfang Juni 1999 im Alter von 74 Jahren.